# Schloss Kösching

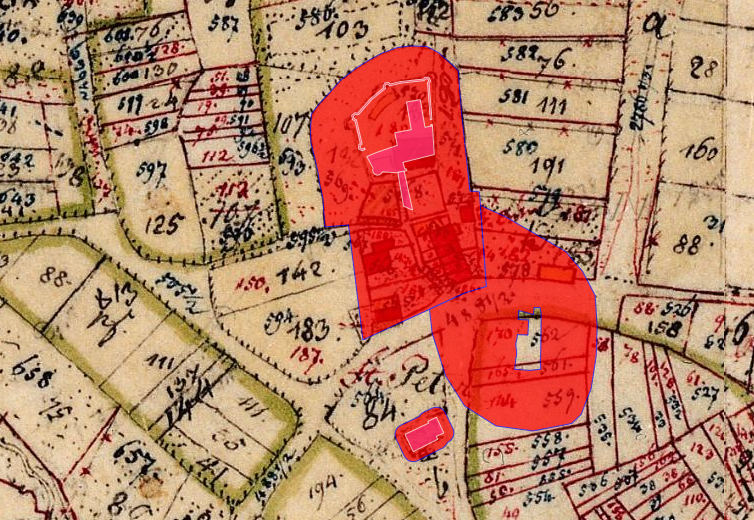
Lageplan von Schloss Kösching auf dem Urkataster von Bayern

Das Schloss Kösching entstand unter den Grafen von Hirschberg ehemals als Wasserburg und ist heute ein Schloss im gleichnamigen Markt Kösching im oberbayerischen Landkreis Eichstätt in Deutschland. Es ist heute ein Gesundheitspark und steht unter Denkmalschutz.

## Geschichte
Um 895 wird erstmals der Ort „Cheskingen“ genannt. 1204 fiel der Ort von dem verstorbenen Markgrafen Berthold III. von Vohburg an die bayerischen Herzöge aus dem Geschlecht der Wittelsbacher. Erst im Jahr 1293 konnten die Wittelsbacher auch die wohl um die Jahrtausendwende entstandene Wasserburg von den Grafen von Hirschberg erwerben. Sie machten die Burg zum Sitz eines herzoglichen Pflegers, das Pfleggericht Kösching wurde im Jahr 1329 erstmals erwähnt. Im Jahr 1420 wurde der neben dem Schloss liegende Markt Kösching durch Herzog Ludwig VII. (Ludwig im Bart) durch Wall und Graben befestigt, vermutlich wurde zu dieser Zeit auch die Burg Kösching ausgebaut.
Aus Geldmangel wurde Burg und Herrschaft Kösching von den Herzögen während des 14. und 15. Jahrhunderts wiederholt verpfändet. Später verlor das Schloss seine Bedeutung, 1749 war es nur noch Sitz eines Pflegverwesers, ab 1756 wurde Kösching ganz von Ingolstadt mitverwaltet. 1803 wurde das Pfleggericht dann vollkommen aufgelöst und dem Ingolstadt einverleibt. Schloss Kösching wurde Anfang des 19. Jahrhunderts vom Freistaat Bayern an Privatleute veräußert, die es wegen Baufälligkeit zum größten Teil abtrugen. Die Ruine wurde 1853 von der Gemeinde Kösching aufgekauft, die sie 1853/54 grundlegend zu einem Krankenhaus umbaute. Als im Jahr 1969 das neue Kreiskrankenhaus errichtet wurde, diente das Schlossgebäude als Personalwohnheim, heute bildet das neben der Klinik Kösching gelegene Gebäude einen Gesundheitspark.
Das Schloss ist als Baudenkmal Nummer D-1-76-139-7: „Ehemaliges Schloß, seit der zweiten Hälfte 19. Jahrhundert zum Krankenhaus umgebaut, heute Gesundheitspark, dreigeschossiger Zweiflügelbau mit Walmdach, 17. Jahrhundert, südwestlich angelagert Reste des Vorgängerbaus, eingeschossiger Torbau mit Walmdach, 16. Jahrhundert; Befestigungsanlage mit Ringmauer und Halbschalentürmen nördlich und westlich, Brücke und Graben im Süden, 16. Jahrhundert“ sowie als Bodendenkmal Nummer D-1-7135-0016: „mittelalterliche und frühneuzeitliche Befunde im Bereich der ehemaligen Burg und des frühneuzeitlichen Schlosses in Kösching, Körpergräber des Frühmittelalters“ registriert.

## Beschreibung
Das Schloss liegt 140 m nördlich der Filialkirche St. Peter in Kösching. 
Die Burganlage wies während des Spätmittelalters einen freistehenden, quadratischen Bergfried, einen Palas, Ringmauer sowie Zwingermauern mit Schalentürmen auf. Heute sind von den Zwingermauern nur noch die Grundmauern zu erkennen, ebenso der gegenwärtig trockene Graben der Burg.